# Ngựa Yili
Ngựa Yili là một giống ngựa nhỏ có xuất xứ từ khu vực Tây Bắc Tây Tạng, Trung Quốc.

## Đặc điểm
Ngựa Yili có thân hình nhỏ nhắn với cái đầu nhẹ và mũi thẳng. Lông chúng thường có màu bay, màu hạt dẻ, đen hoặc xám.
Chiều cao trung binh của giống ngựa này là 14 HH.

## Lịch sử
Ngựa Yili  có nguồn gốc từ những giống ngựa Nga được lai với ngựa Mông Cổ trong những năm 1900. Ngựa Don Nga và ngựa Don lai thuần chủng và ngựa Orlov được sử dụng từ năm 1936 để cải thiện giống ngựa địa phương. Năm 1963, quyết định được đưa ra là phát triển một giống ngựa kéo.

## Sử dụng
Ngựa Yili thường được dùng để cưỡi, kéo xe và lấy thịt, sữa.